# O Ka
Pour plus de détails, voir Fiche technique et Distribution.
O Ka est un film malien réalisé par Souleymane Cissé et sorti en 2017.

## Fiche technique
- Titre : O Ka (Notre maison)
- Réalisation : Souleymane Cissé
- Scénario : Souleymane Cissé
- Photographie : Xavier Arrias, Fabien Lamotte, Thomas Robin et Soussaba Cissé
- Son : Vincent Defaye, Tristan Pontécaille, Joël Rangon et Yrié Sabo
- Musique : Amin Bouhafa
- Montage : Youssouf Cissé, Andrée Davanture, Clémence Diard et Marie-Christine Rougerie
- Production : Les Films Cissé
- Pays :  Mali
- Durée : 96 minutes
- Date de sortie : France - 6 septembre 2017

## Distribution
- Aminata Cissé
- Badjénèba Cissé
- Magnini Koroba Cissé
- M'ba Cissé

## Sélections
- Festival de Cannes 2015 (sélection officielle - hors compétition)[1]
- Journées cinématographiques de Carthage 2015[2]